# Système d'éducation adventiste

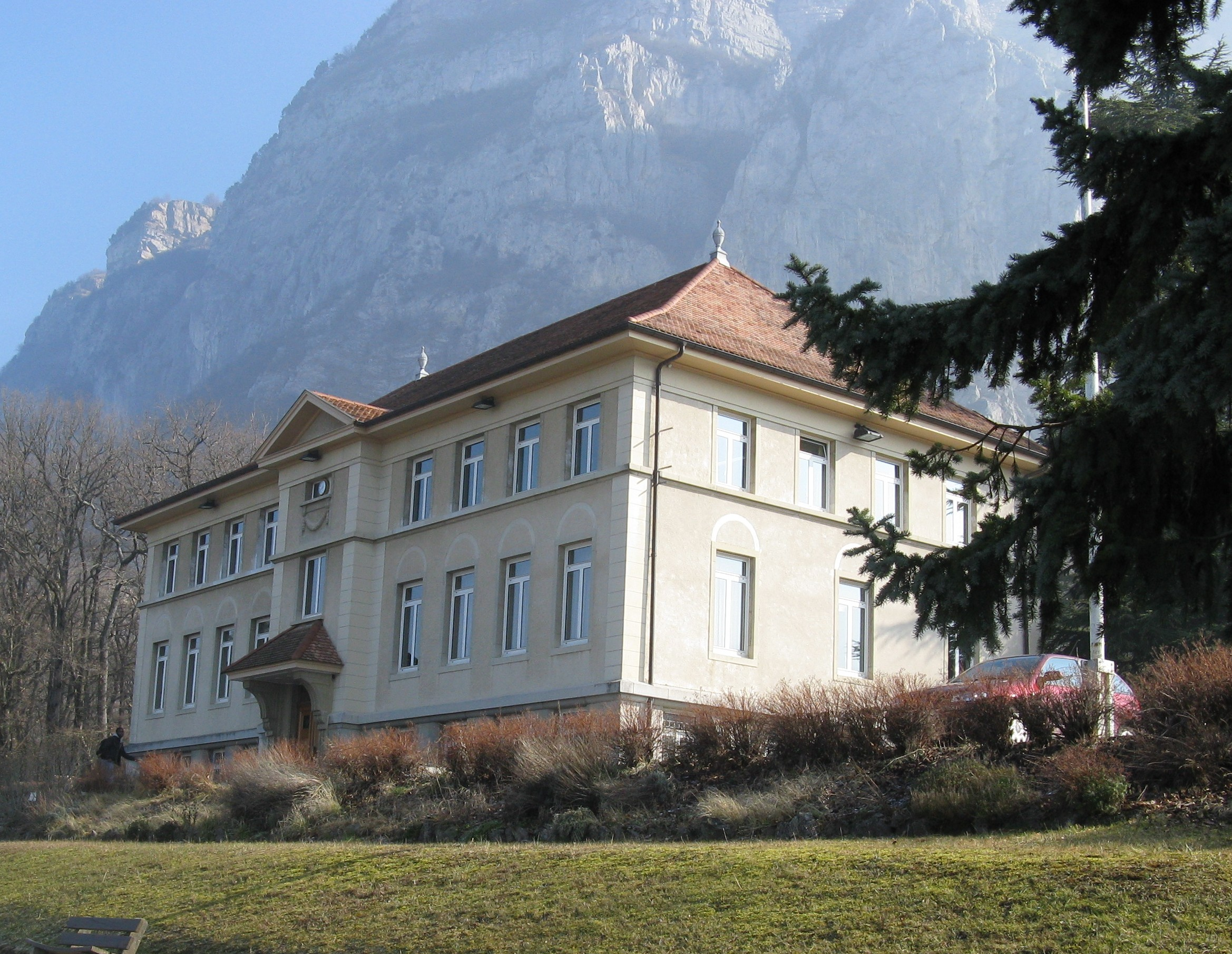
Campus adventiste du Salève, France

Le système d’éducation de l’Église adventiste du septième jour est le système d’éducation chrétienne le plus important dans le monde après celui de l’Église catholique, avec plus de 1,5 million d’étudiants, 80 000 enseignants, environ 120 centres universitaires, 7 600 écoles secondaires et primaires, opérant dans plus de 150 pays, dûment accrédités par les ministères de l'éducation des pays concernés,. Ce système holistique d’éducation démarra au cours des années 1870, mais la première école adventiste fut fondée en 1853. « Le développement des facultés physique, mentale, sociale et spirituelle, la croissance intellectuelle, et le service de l’humanité, sont les valeurs principales des aspects essentiels de la philosophie adventiste de l’éducation ».

## Histoire
Les adventistes du septième jour accordent une grande importance à l'éducation. Le système d’éducation adventiste naquit de leur l’intérêt pour une approche holistique de l’éducation, favorisant le développement de toutes les facultés (physique, mentale, sociale et spirituelle) afin de servir l’humanité, réduire l'analphabétisme et l'illettrisme, améliorer la qualité de la vie, et se préparer au retour du Christ. De plus, les adventistes cherchèrent à former des pasteurs, des missionnaires et des professionnels dans divers métiers pour répondre aux exigences de leur mission.
Au XIXe siècle, le système d’éducation américain était peu développé. Beaucoup d’écoliers se rendaient dans des petites écoles urbaines ou de campagne. Ils passaient des heures assis et immobilisés dans une salle, sous la direction d’un instituteur. L’environnement éducatif était primitif et peu hygiénique. L’acquisition des connaissances se faisait essentiellement de mémoire. Le niveau général d'éducation était peu élevé. À la maison, certaines mères apprenaient à leurs enfants à lire, à écrire et à compter, mais beaucoup d'autres enfants travaillaient pendant de longues heures à la ferme ou à l'usine dans des conditions déplorables. Beaucoup d'enfants d'immigrants réussirent, "en dépit de, et non à cause de l'école publique, qui n'était pas obligatoire."
En 1853, Martha Byington démarra la première école primaire adventiste à Buck’s Bridge dans l’État de New York. Son initiative fut personnelle car avant 1860, l’Église adventiste du septième jour n’était pas encore formellement organisée. Durant les années 1850 et 1860, l’éducation des enfants adventistes demeura en grande partie l’affaire des parents, non une responsabilité de l’Église adventiste.

### Vision sur l’éducation
Selon Ellen White, en janvier 1872, elle eut sa première vision détaillée sur les principes de l’éducation chrétienne. Dans un essai de trente pages, « la bonne éducation », publié le 22 juillet 1872, elle incita les adventistes à fonder une école. Elle affirma, « nous sommes des réformateurs », s’identifiant à un mouvement de réforme de l’éducation aux États-Unis qui se développa après la guerre de Sécession. Ces réformateurs considéraient que l’éducation devait être démocratique, et non élitiste. Parmi eux, Noah Webster publia le premier dictionnaire d’anglais américain, propulsant de la sorte la langue populaire dans les milieux académiques. Horace Mann popularisa l’idée d’une éducation publique, ouverte à tous, bon marché, voire gratuite. Il institua le premier programme de formation des enseignants.
Au début du XIXe siècle, la majorité des colleges (des universités de premier cycle) aux États-Unis, comme anciennement l’université Harvard, étaient des institutions religieuses, bien qu’on y étudiait les auteurs classiques, la philosophie, le grec et le latin. Mais les réformateurs estimaient qu’une éducation complète devait utiliser les mains autant que le cerveau. Ils militèrent en faveur de l’apprentissage d’une profession au collège, qui remplacerait même l’étude des classiques. Fondée en 1833, Oberlin College dans l’Ohio, dont l’évangéliste presbytérien Charles Finney fut le deuxième président, introduisit des changements choquants à l’époque en incorporant le travail manuel au curriculum, l’enseignement « coéducationnel » (des filles et des garçons) et de la diététique, et en supprimant l’étude des classiques.
Comme les réformateurs, Ellen White souhaita un changement du système d’éducation mais elle y apporta une orientation adventiste. Sa contribution spéciale fut la dimension du salut dans l’enseignement. D’autres éducateurs chrétiens mirent aussi l’emphase sur l’aspect rédempteur de l’éducation et la restauration de l’image de Dieu en l’être humain, mais faisant un tri parmi leurs idées, elle affirma se baser uniquement sur les principes de la Bible.

### Les premières institutions d'éducation tertiaire

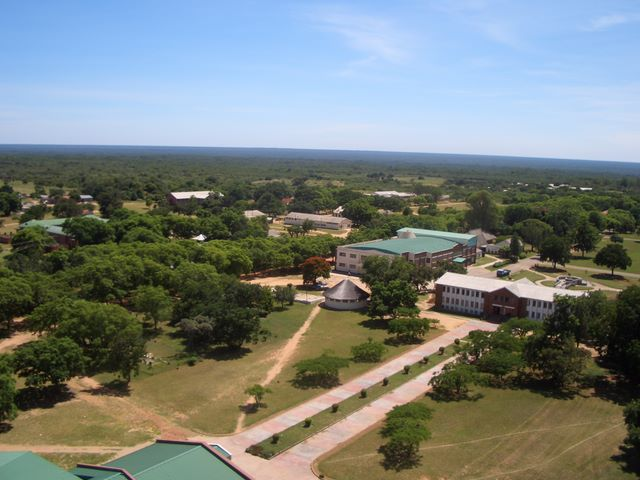
Université adventiste de Solusi, Zimbabwe.

Les dirigeants adventistes agirent promptement sur les conseils d’Ellen White. En juin 1872, la première école financée par l’Église adventiste démarra sous la direction de Goodloe Harper Bell (1832-1899), qui avait étudié à Oberlin College. Le 4 janvier 1875, la première institution adventiste d’éducation d’envergure, le college de Battle Creek dans le Michigan, un bâtiment de trois étages, fut inauguré sous la direction de Sidney Brownberger (1845-1930), un licencié de l’université du Michigan.
Le nombre d’étudiants de l’institution grimpa rapidement, mais les objectifs proposés par Ellen White en matière d’éducation ne furent pas atteints immédiatement. En effet, les dirigeants adventistes ne suivirent pas tous ses conseils. Étant en milieu urbain, et non à la campagne, Battle Creek College n’offrait pas de programme travail-études, ni de travail manuel. Le programme le plus populaire et le moins cher fut le « tronc commun » (l’anglais, la grammaire, la rhétorique, l’écriture, les mathématiques, la géographie et la comptabilité), mais on enseignait toujours les classiques. L’enseignement comprenait aussi la philosophie, la physiologie et les langues (le grec, le latin, l’hébreu, le français et l’allemand). Les cours sur la Bible et les doctrines étaient optionnels. Les licences étaient longues (3 à 5 ans), et théoriques plutôt que pratiques.
Le médecin et chirurgien, John Harvey Kellogg, démarra en connexion avec le Sanitarium de Battle Creek plusieurs écoles de formation dans le domaine de la santé :
- 1878 – l’école d’hygiène, avec l’assistance de Dr Kate Lindsay
- 1888 – l’école d’économie domestique
- 1895 – le collège américain missionnaire de médecine

Les adventistes établirent également quelques institutions d’éducation tertiaire :
- 1882 – Healdsburg College, en Californie (aujourd'hui Pacific Union College).
- 1891 – Union College, au Nebraska.
- 1892 – Walla Walla College, dans l'État de Washington (aujourd'hui Walla Walla University).

En 1887, les dirigeants de l’Église adventiste créèrent la Société de l’éducation à la Conférence Générale pour superviser et orienter les écoles adventistes, en constante augmentation. William Prescott devint le premier secrétaire de l’éducation. Il était l’éducateur adventiste le plus capable et expérimenté, mais durant quelques années, il concentra beaucoup de responsabilités. Alors qu’il était encore président de Battle Creek College, il fut le premier président d’Union College et de Walla Walla College.

### La réforme de l’éducation
À partir des années 1890, les adventistes démarrèrent une réforme de leur système d’éducation. Dès sa création en 1892, Avondale College en Australie mit en application les principes d’éducation préconisés par Ellen White, qui résidait alors sur cette île-continent. Forte de cette expérience, elle encouragea la prolifération des « écoles d’église », c’est-à-dire des écoles primaires financées par les congrégations adventistes locales. Elle popularisa chez les adventistes l'apprentissage avec un mentor, les petites classes et l’inscription ouverte. Dans les collèges adventistes, les cours de Bible furent ajoutés au curriculum habituel, comprenant l’anglais, l’histoire, les mathématiques, la science et l’apprentissage de langues étrangères modernes. Ellen White réclama une bonne formation des pasteurs, « un corps pastoral instruit et intelligent, pas des novices ». Les écoles adventistes furent placées en milieu rural. Suivant cette philosophie, en 1901, Battle Creek College fut relocalisé dans le cadre champêtre du village de Berrien Springs dans le Michigan, et renommé " Emmanuel Missionary College " (aujourd'hui l'université Andrews). Des écoles s'ouvrirent dans plusieurs parties du monde : en Suisse, en Scandinavie, en Australie et en Amérique du Sud. Des écoles de médecine, de cours par correspondance, pour les immigrants ou les minorités, notamment pour les noirs aux États-Unis, furent établies.

### Le développement du curriculum
Après ce qu’on appela le « mouvement de 1897 », une date qui marqua une prise de conscience au sein du système d’éducation adventiste, les éducateurs adventistes cherchèrent à développer un curriculum avec une orientation chrétienne. Les premiers livres d’école écrits par des enseignants adventistes commencèrent à être publiés, notamment :
- 1881 – Gooloe Harper Bell, A Natural Method in English (Une méthode naturelle de l’anglais).
- 1887 – Dr John Harvey Kellogg, First Book in Physiology and Hygiene (Premier livre sur la physiologie et l’hygiène).
- 1894 – Dr John Harvey Kellogg, Second Book in Physiology and Hygiene (Second livre sur la physiologie et l’hygiène).
- 1897 – Edson White, The Gospel Primer (L’apprentissage de l’Evangile), une méthode d’enseignement de la Bible pour les illettrés.
- 1898 – Goodloe Harper Bell, Bell’s Language Series (Séries de Bell sur le langage), cinq volumes sur le langage, la grammaire, la rhétorique, l’anglais et la littérature américaine.
- 1900 – Eliza Morton, Elementary Geography (Géographie élémentaire).
- 1901 – Eliza Morton, Advanced Geography (Géographie avancée).
- 1901 – Marion Cady, Bible Nature Studies (Études sur la Bible et la nature).

Dans la même période, le système d’éducation aux États-Unis et en Europe connut aussi une évolution. Au début du XXe siècle, les gouvernements passèrent des législations, rendant l’éducation obligatoire pour les enfants. 

### L’essor du système adventiste d’éducation
En 1895, l’Église adventiste possédait 18 écoles primaires à travers le monde. Sous l’impulsion de réformateurs adventistes de l’éducation, comme Edward Suntherland et Percy Magan, ils atteignirent l'instauration de 594 écoles primaires en 1910. Des institutions secondaires et tertiaires, qui devinrent majeures plus tard dans l’adventisme, furent aussi établies, notamment :

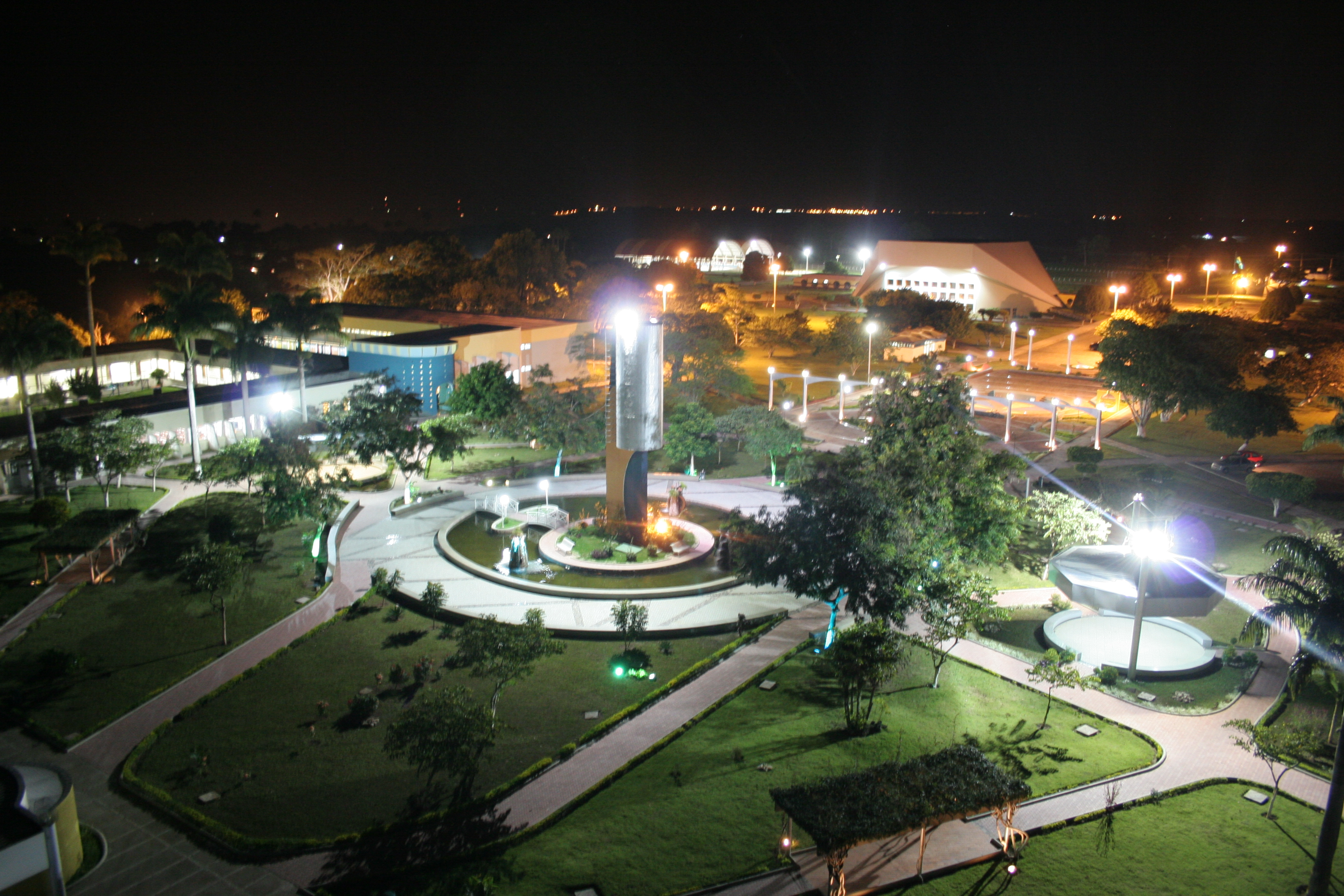
College adventiste du Brésil Nord-Est

- 1896 – L’école Brusque, Brésil, qui devint en 1922, le collège du Brésil.
- 1898 – Colegio Camarero, Argentine (aujourd'hui, l'université adventiste de River Plate).
- 1899 – Missionseminar Friedensau, Allemagne.
- 1899 – Solusi College, Rhodésie (aujourd'hui, l'université adventiste de Solusi).
- 1899 – Oakwood Industrial School, Alabama (aujourd'hui l'université Oakwood).
- 1901 – Newbold College, Angleterre.
- 1905 – École d’infirmière du Sanitarium de Loma Linda, Californie (aujourd'hui l'université de Loma Linda).
- 1905 – École de formation de l’Orient, Singapour.
- 1906 – West-Indian Training School, Jamaïque (aujourd'hui l'université de la Caraïbe du nord).
- 1908 – École industrielle de Chosen, Corée.
- 1909 – École technique de Meiktila, Birmanie.
- 1909 – Fireside Correspondance School (une école d’éducation à distance), Washington D.C., fondée par Frederick Griggs (aujourd'hui l'université Griggs).
- 1912 – L’école de La Plateria, Pérou.
- 1915 – L’école de formation de l’Inde du sud, Inde.
- 1916 – Southern Junior College, Tennessee (aujourd'hui l'université adventiste du Sud).
- 1917 – Philippine Academy, Philippines.
- 1919 – Collège missionnaire de Shangaï, Chine.
- 1921 – Séminaire adventiste du Salève, France (aujourd'hui, le campus adventiste du Salève).

### La période de consolidation
Entre 1920 et 1945, la première génération d’écoles adventistes se développa pour devenir des institutions majeures d’éducation en dépit d’une situation économique mondiale difficile, suivant les affres de la Première Guerre mondiale (1914-1919) et la Grande dépression (1929-1932). Accompagnant le mouvement de progression de l’Église adventiste, d’autres institutions d’éducation continuèrent à se développer à travers le monde.
Après la Seconde Guerre mondiale (1939-1945) et la période de reconstruction, les premières universités adventistes furent officialisées : Potomac (1957) qui intégra Andrews (1960), Loma Linda (1961), Montemorelos (1973) et l’université adventiste d’Afrique centrale (1978). Depuis les années 1990, le passage au niveau du statut universitaire (notamment au-dessus du premier cycle) de nombreuses institutions adventistes tertiaires s’est accéléré. Aujourd’hui, l’Église adventiste compte environ 120 centres universitaires à travers le monde, dûment accrédités par les ministères d'éducation des pays respectifs.

## Philosophie de l’éducation adventiste
Ellen White publia Education (1903) et Counsels to Parents and Teachers (Conseils aux parents et aux enseignants, 1913), exposant en détail la philosophie adventiste de l’éducation. Elle présenta les buts de l’éducation chrétienne, qu’on pourrait classer en trois catégories :
- But principal : conduire l’étudiant à Dieu et au salut[15].
- Buts secondaires : développer un caractère chrétien[16] et toutes les facultés de l'étudiant : physique, intellectuelle, psychologique, sociale et spirituelle[17].
- "But final" : préparer l'étudiant à se mettre au service de l’humanité en contribuant à réduire l'analphabétisme et l'illettrisme et à améliorer la qualité de la vie, et le préparer au monde à venir[18]. « La vie sur terre est le début de la vie au ciel[19]. »

Les adventistes enseignent que l’éducation chrétienne est la seule éducation qui satisfait les besoins profonds de l’être humain. À l’école, au foyer et à l’Église, son but est d’amener l’étudiant à plus qu’une simple acquisition de connaissances : au salut offert par Jésus-Christ. Cependant, les adventistes insistent fortement sur la notion de liberté de choix, de décision et de conscience. De ce fait, ils ne pratiquent pas le baptême des enfants. La conversion de l’individu est une décision personnelle, réfléchie, mûrie, et consciente.

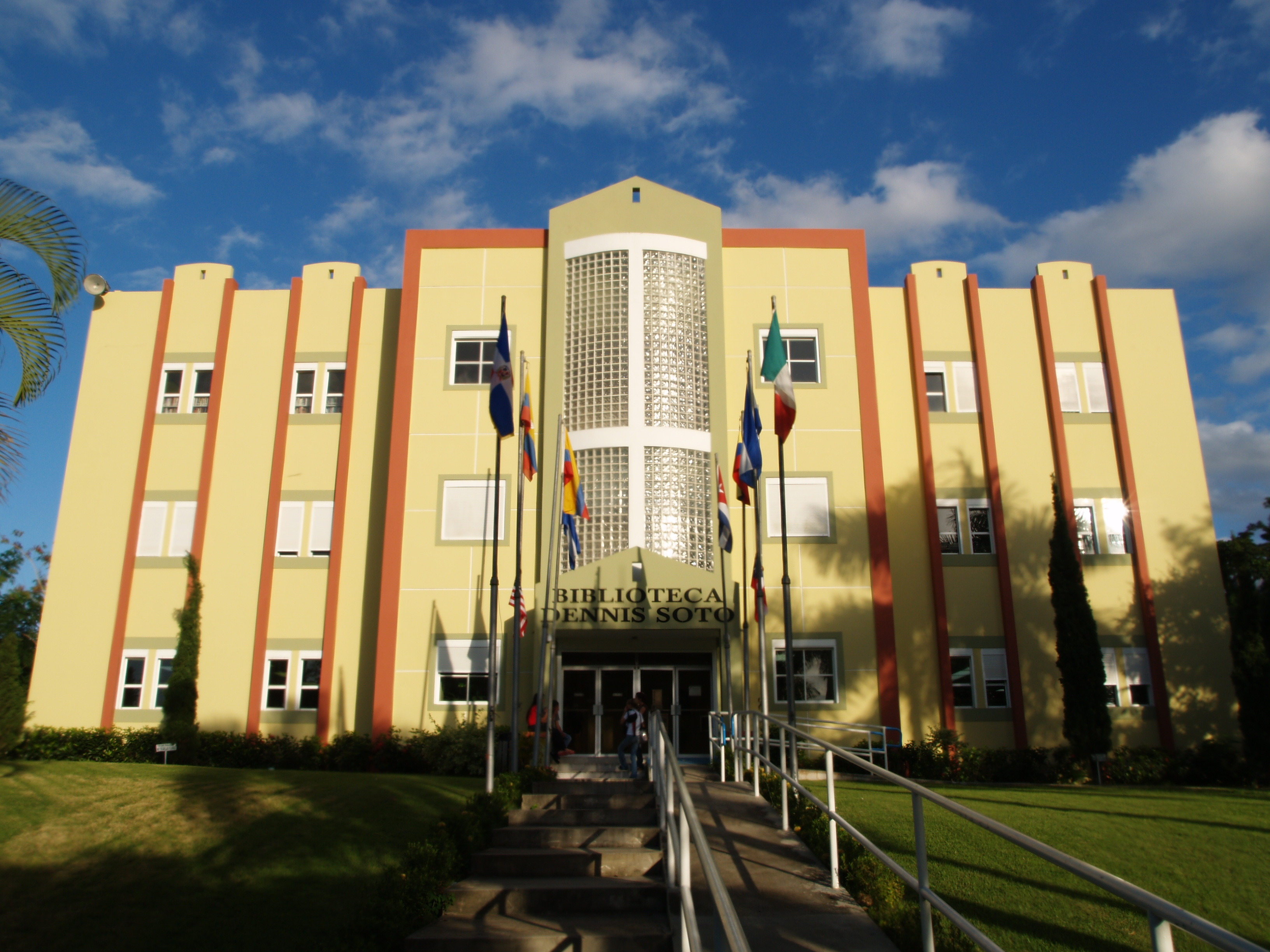
Bibliothèque de l'université adventiste des Antilles, Porto Rico.

Les adventistes encouragent tous les domaines d’étude. Ils considèrent que toutes les connaissances authentiques viennent de Dieu, la source de toute vérité, que ce soit au-travers des expériences scientifiques, de la logique du raisonnement, de l’intuition, de l’histoire, ou de la révélation de la Bible. « Les lois de la nature sont des lois de Dieu, aussi divines que les préceptes du décalogue. » Ils voient une harmonie entre le livre de la nature et la Bible, considérée comme la Parole de Dieu écrite.
Les adventistes soulignent que la connaissance humaine est limitée et incomplète. Elle n’est pas absolue. « Car c’est partiellement que nous connaissons » (1 Corinthiens 13 : 9). Ils rejettent aux deux extrêmes de l’épistémologie (la théorie de la connaissance), le fidéisme (la foi pure sans la raison) et le rationalisme (la raison pure sans la foi). Ils acceptent la révélation biblique par la foi, mais il ne s’agit pas d’une foi sans raisonnement, ni évidences. Ils indiquent que la foi chrétienne s’appuie sur des faits historiques, comme la résurrection du Christ, et sur des évidences diverses, prophétiques, archéologiques, scientifiques, ou philosophiques (Hébreux 11 :1). Les certitudes du chrétien ne sont pas absolues, on n’atteint pas 100 % d’évidences, mais celles-ci sont raisonnables, élevées sur l’échelle des probabilités et suffisamment concluantes.
Les adventistes enseignent que la foi est néanmoins un don de Dieu (Éphésiens 2 : 8) transmis par le témoignage et la puissance de conviction du Saint-Esprit (Jean 16 : 7-11). Ils considèrent qu’en fin de compte, « la crainte du Seigneur est le commencement de la connaissance » (Proverbes 1 : 7). 

## Centres universitaires adventistes
Les centres universitaires adventistes offrent environ 500 diplômes et spécialisations allant de la licence au doctorat, officiellement accrédités par tous les ministères de l'éducation dans les pays concernés. L'Église adventiste du septième jour administre, supervise et finance mondialement et localement toutes ses institutions scolaires, y compris universitaires (séminaires, colleges, universités, écoles de médecine, les écoles de langues, etc.) :

### Afrique et Moyen-Orient
- Université adventiste d’Afrique (AUA) possède deux campus et collabore avec cinq campus affiliés :
  - AUA à Lukanga --- Butembo, Nord-Kivu,  République démocratique du Congo
  - AUA à Cosendai --- Yaoundé,  Cameroun
  - Université adventiste d'Afrique Centrale --- Kigali,  Rwanda
  - Helderberg College --- Somerset West,  Afrique du Sud
  - Université de Valley View --- Oyibi,  Ghana
  - Université Babcock --- Etat d'Ogun,  Nigeria
  - Université d'Afrique de l'Est, Baraton --- Eldoret,  Kenya
  - Université de Solusi --- Bulawayo, Zimbabwe
- Université Adventiste Zurcher, Antsirabe ---  Madagascar
- Séminaire adventiste de Bongo --- Huambo,  Angola
- Université Bugema, Kampala ---  Ouganda
- College adventiste d’Ethiopie ---  Éthiopie
- Séminaire adventiste du Mozambique ---  Mozambique
- College adventiste de la Tanzanie --- Usa River,  Tanzanie
- Université adventiste de Zambie --- Monze,  Zambie
- Université du Moyen-Orient ---  Liban

### Europe et Russie
- Campus adventiste du Salève --- Collonges-sous-Salève,  France
- Institut adventiste roumain de théologie ---  Roumanie
- Institut biblique adventiste « Villa Aurora » --- Florence,  Italie
- Newbold College --- Bracknell,  Royaume-Uni
- Centre universitaire sanitaire adventiste ---  Roumanie
- Séminaire de Bogenhofen ---  Autriche
- Séminaire adventiste d'Espagne --- Sagunto, Espagne
- Séminaire de théologie Sazava ---  Tchéquie
- Université adventiste de Friedensau ---  Allemagne
- Séminaire adventiste hongrois de théologie ---  Hongrie
- College de l'Union adriatique ---  Croatie
- Séminaire théologique de Belgrade ---  Serbie
- Junior College de Finlande ---  Finlande
- Junior College de Norvège ---  Norvège
- Junior College du Danemark ---  Danemark
- Ecole supérieure de théologie et des lettres ---  Pologne
- Institut d'Ukraine des arts et des sciences ---  Ukraine
- Université adventiste de Zaokski ---  Russie

### Amérique du Nord
- Université Andrews --- Berrien Springs, Michigan,  États-Unis
- College de l'Union atlantique --- South Lancaster, Massachusetts, États-Unis
- Université Burman --- Lacombe, Alberta,  Canada
- Université adventiste des sciences sanitaires --- Orlando, Floride,  États-Unis
- Université Griggs --- Silver Spring, Maryland,  États-Unis
- College des arts médicaux de Kettering --- Kettering, Ohio,  États-Unis
- Université La Sierra --- Riverside, Californie,  États-Unis
- Université de Loma Linda --- Loma Linda, Californie,  États-Unis
- Université Oakwood --- Huntsville, Alabama,  États-Unis
- College de l'Union du Pacifique --- Angwin, Californie,  États-Unis
- Université adventiste du Sud --- Collegedale, Tennessee,  États-Unis
- Université adventiste du Sud-Ouest --- Keene, Texas,  États-Unis
- Union College --- Lincoln, Nebraska,  États-Unis
- Université de Montemorelos, Montemorelos --- Nuevo León,  Mexique
- Université de Navojoa --- Navojoa, Sonora,  Mexique
- Université de Linda Vista --- Pueblo Nuevo, Chiapas,  Mexique
- Université de Walla Walla --- College Place, État de Washington,  États-Unis
- Université adventiste de Washington --- Washington, Maryland,  États-Unis

### Amérique centrale et Caraïbes
- Université adventiste des Antilles --- Mayagüez,  Porto Rico
- Université de la Caraïbe du sud ---  Trinité-et-Tobago
- Université adventiste d'Amérique centrale ---  Costa Rica
- Séminaire adventiste de Cuba ---  Cuba
- Université adventiste de la République dominicaine ---  République dominicaine
- Université adventiste d'Haitï --- Diquini,  Haïti
- Séminaire adventiste de théologie de l'Inter-Amérique --- Miami (siège), Floride,  États-Unis
- Université de la Caraïbe du nord --- Mandeville,  Jamaïque
- Ecole d'infirmiers Hyacinth Chen ---  Jamaïque

### Amérique du Sud
- Université adventiste du Brésil --- São Paulo,  Brésil
- Université adventiste de la Colombie ---  Colombie
- College adventiste du Brésil Nord-Est ---  Brésil
- Université adventiste du Venezuela ---  Venezuela
- Séminaire de théologie adventiste latin-américain ---  Brésil
- Université adventiste de la Bolivie, Cochabamba ---  Bolivie
- Université adventiste du Chili ---  Chili
- Université adventiste de River Plate --- Entre Ríos,  Argentine
- Université de l'Union péruvienne --- Lima,  Pérou

### Asie
- Séminaire-collège adventiste du Pakistan ---  Pakistan
- Pré-Séminaire adventiste de Dhaka Dhaka --- Dhaka,  Bangladesh
- College adventiste Flaiz --- Narsapur,  Inde
- Séminaire-College adventiste de Lakpahana ---  Sri Lanka
- Lowry Memorial College --- Bangalore,  Inde
- College adventiste de MetaS --- Surate,  Inde
- College adventiste du Nord-Est --- Shillong,  Inde
- College adventiste de Rookee --- Roorkee,  Inde
- Spicer Memorial College --- Pune,  Inde
- Lycée supérieur adventiste --- Navsari, Gujarat,  Inde
- Institut international adventiste d'études supérieures --- Cavite,  Philippines
- Université adventiste des Philippines --- Luçon,  Philippines
- Université internationale de l'Asie-Pacifique --- Muak Lek, Saraburi,  Thaïlande
- College adventiste des Philippines centrales --- Murcia, Negros Occidental,  Philippines
- Mountain View College --- Mindanao,  Philippines
- College adventiste de Luçon nord --- Artacho, Sison, Pangasinan,  Philippines
- Université adventiste de l'Indonésie --- Parongpong, Bandung,  Indonésie
- Colleges et Centre médical adventiste de Manille --- Manille,  Philippines
- College de l'Hôpital-Sanitarium de Mindanao --- Iligan City, Mindanao,  Philippines
- Séminaire adventiste de l'Union du Myanmar --- Myaungmya,  Birmanie
- College adventiste de Naga View --- Naga City, Luçon,  Philippines
- College adventiste du sud des Philippes --- Davao del Sur,  Philippines
- College adventiste Surya Nusantara --- Pematang Siantar, Sumatra,  Indonésie
- College du Mont Klabat --- Airmadidi, Sulawesi,  Indonésie
- College adventiste de Hong Kong --- Sai Kung, Hong Kong  Chine.
- College Sahmyook ---  Corée du Sud
- College d'infirmiers et de la santé Sahmyook ---  Corée du Sud
- Université Sahmyook --- Nowon-gu, Séoul,  Corée du Sud
- College Saniku Gakuin --- Isumi-gun, Chiba-ken,  Japon
- College adventiste de Taïwan --- Nantou, Taïwan

### Océanie
- Avondale College --- Cooranbong, Nouvelle-Galles du Sud,  Australie
- Fulton College --- Tailevu,  Fidji
- Université adventiste du Pacifique --- Port Moresby,  Papouasie-Nouvelle-Guinée
- College adventiste Sonoma --- Kokopo, Nouvelle-Bretagne orientale,  Papouasie-Nouvelle-Guinée

## Revues de l’éducation adventiste
- Revue d'éducation adventiste, revue bimensuelle pour les éducateurs et les enseignants, publiée en anglais, français, espagnol et portugais.
- Dialogue, revue trimestrielle pour les étudiants, publiée en anglais, français, espagnol et portugais.

## Associations d’étudiants et d'enseignants adventistes

### Associations francophones
- Sophia, Association des étudiants adventistes en France.
- Vie en Nou, Association des étudiants adventistes de l'université Antilles-Guyane, campus de Schœlcher, Martinique.
- Ramalumni, Association des anciens élèves de la Cité scolaire de Sainte-Luce, Martinique.
- Sophia-Asenad, Association des enseignants adventistes, France.

### Associations internationales (ou américaines)
- Association of Adventist Behavioral Scientists : Association des professionnels adventistes des sciences humaines, fondée en 1976.
  - Membres : anthrologues, psychologues, sociologues, psychiatres, assistants sociaux, enseignants et étudiants en sciences humaines.
  - Revues : The Adventist Behavioral Scientist (semestriel), The Journal of the Association of Adventist Behavioral Scientists.
- Seventh-day Adventist Business Education Association : Association adventiste des enseignants en affaires commerciales, fondée en 1972.
  - Membres : enseignants du cycle secondaire et tertiaire.
  - Publication : News and Views (semestriel).
- Association of Seventh-day Adventist Educators : Association des enseignants et éducateurs adventistes, fondée en 1970.
  - Membres : enseignants, administrateurs d’écoles, personnel scolaire, et enseignants retraités, tous cycles confondus.
  - Revue : Journal of Adventist Education (bimensuel).
- Association of Adventist English Teachers : Association des enseignants adventistes de l’anglais.
  - Membres : professeurs d’anglais.
  - Revue : The Adventist English News Letter (trimestriel).
- Association of Seventh-day Adventist Historians : Association des historiens adventistes, fondée en 1973.
  - Membres : historiens et professeurs d’histoire.
  - Revue : Adventist Heritage.
- Association of Seventh-Day Adventist Librarians (ASDAL) : Association des bibliothécaires adventistes, fondée en 1981.
  - Membres : bibliothécaires, toutes personnes intéressées par les bibliothèques adventistes, les médiathèques, les systèmes informatiques ou par la gestion des archives.
  - Revue : ASDAL Action (trois numéros par an).
- Adventist Society for Religious Studies : Société adventiste des recherches religieuses, fondée en 1979.
  - Membres : professeurs de religion et de théologie.
- Adventist Theological Society : Société de théologie adventiste, fondée en 1988.
  - Membres : professeurs de religion et de théologie, étudiants en théologie, membres adventistes.
  - Revues : Journal of the Adventist Theological Society, Perspective Digest (revue de vulgarisation).

### Sources sur les centres universitaires
- Adventist Directory, Moteur de recherche sur les institutions de l'Église adventiste.
- Seventh-day Adventist Encyclopedia (2 volumes), Hagerstown, Maryland : Review and Herald Publishing Association, 1996.
- Floyd Greenleaf, In Passion for the World: A History of Seventh-Day Adventist Education, Nampa, Idaho: Pacific Press, 2005.